# Carl Rudolph von Mosch

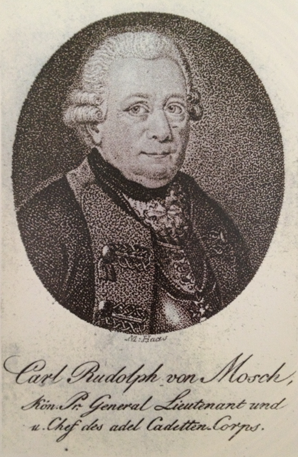
Carl Rudolph von Mosch

Carl Rudolph von Mosch (* 20. März 1718 in Altdorf bei Sagan; † 25. Juli 1798 in Berlin) war ein deutscher Militär. Er war preußischer Generalleutnant, Chef des adeligen Kadetten-Corps und Ritter des Ordens pour le mérite.

## Familie
Carl Rudolph  von Mosch war eins von 16 Kindern des Hans Christoph von Mosch und der Charlotte Franziska von Unruh. Seine Brüder waren unter anderen Generalleutnant Christoph Friedrich von Mosch (1733–1821) und Generalmajor August Wilhelm von Mosch (1735–1815).

## Leben und Karriere
Er begann seine militärische Laufbahn im Kadettenkorps zu Dresden, wo er 1734 eintrat. Am 9. Februar 1741 wechselte er zur preußischen Armee und wurde Fähnrich im „Infanterieregiment v. Glasenapp“ („No. 1“). Am 6. Mai 1744 wurde er Sekondeleutnant und am 7. November 1751 Premierleutnant. Nach seiner Verwundung am 6. Mai 1757 in der Schlacht bei Prag wurde er am 7. November 1756 Stabskapitän und am 10. Mai 1757 Kapitän und Kompaniechef. Am 15. August 1758 übernahm er in der Schlacht bei Zorndorf, nachdem der Major Ernst Sigismund von Wedell erschossen worden war, als ältester Hauptmann das Kommando des Grenadierbataillons von Wedel und wurde verwundet. Am 28. Februar 1762 wurde er Major und am 22. Juni 1772 Oberstleutnant. Am 18. Januar 1774 erhielt Mosch den Orden Pour le Mérite und am 21. Mai 1774 wurde er Kommandeur des „Infanterieregiment v. Koschembahr“ („No. 1“). Am 26. Mai 1776 wurde er Oberst. Am 21. Mai 1782 ernannte ihn der König zum Generalmajor und Chef des adeligen Kadettenkorps und der Ecole militaire. Am 10. August 1790 wurde er Generalleutnant und am 10. März 1797 mit Pension dimittiert.
Mosch wurde am 27. Juli 1798 in der Gruft der Berliner Garnisonkirche beigesetzt.